# Ontaard (meetkunde)
Een meetkundige figuur, zoals een driehoek, kegelsnede of ruimtefiguur, noemt men ontaard, als de figuur als "grensgeval" andere eigenschappen heeft dan de typische, gebruikelijke verschijning van de figuur. De ontaarde figuur behoort dan meestal tot een eenvoudiger soort figuren.

## Voorbeelden
- Een punt kan worden opgevat als een ontaarde cirkel, namelijk als een cirkel waarvan de straal gelijk is aan 0.
- Een ontaarde veelhoek is een veelhoek, waarvan ten minste één hoek gelijk is aan 180°; ten minste drie opvolgende hoekpunten zijn dan collineair.

Door van een driehoek een hoekpunt te plaatsen op de overstaande zijde van dat hoekpunt, ontstaat een ontaarde driehoek. Twee hoeken daarvan zijn dan gelijk aan 0° en de derde hoek is gelijk aan 180°.
- Een lijnstuk kan worden opgevat als een ontaarde rechthoek waarvan twee overliggende zijden de lengte 0 hebben.
- Een lijnstuk kan ook worden opgevat als een tweehoek (digoon) − dat is een ontaarde veelhoek. De twee zijden van een tweehoek vallen samen.
- Met een vast punt op een cirkel ontaardt die cirkel in een rechte lijn als de straal van de cirkel oneindig groot is.
- Een wig kan worden opgevat als een ontaarde vierkante koepel waarvan het "bovenste" vierkant is ontaard in een lijnstuk.

## Ontaarde kegelsnede
Een ontaarde kegelsnede kan bestaan uit een enkel punt of uit de vereniging van twee al dan niet samenvallende reële rechte lijnen. Afhankelijk van de aard van deze lijnen kunnen ze als volgt worden onderscheiden (in de hierna volgende voorbeelden worden ook enkele andere mogelijkheden genoemd).
- De vereniging van twee snijdende reële rechten is een ontaarde hyperbool. Deze ontstaat door een rechte (dubbele) kegel te snijden met een plat vlak door de top van de kegel.
- Een rechte lijn kan worden opgevat als een ontaarde parabool. Deze ontstaat door "snijding" van de kegel met een raakvlak door de top van de kegel.
- Een punt kan worden opgevat als een ontaarde ellips (of ontaarde cirkel) door de kegel te snijden met een vlak door de top waarbij kegel en vlak alleen dat punt gemeenschappelijk hebben.

## Voorbeelden

### Ellips en cirkel
Een ellips waarvan de grote en de kleine as (hoofd- en nevenas) opvolgend gelijk zijn aan {\displaystyle 2a} en {\displaystyle 2b} met ({\displaystyle a>b}), heeft in een standaard xOy-coördinatenstelsel als vergelijking:
{\displaystyle {\frac {x^{2}}{a^{2}}}+{\frac {y^{2}}{b^{2}}}=1}
Daarbij is verder {\displaystyle c^{2}=a^{2}-b^{2}}, waarbij {\displaystyle 2c} de afstand is tussen de beide brandpunten van de ellips.
- Als {\displaystyle b\to a}, dan {\displaystyle c\to 0}, zodat beide brandpunten samenvallen met het middelpunt van de ellips, die daarmee ontaardt in een cirkel. Dan is {\displaystyle a=b} en is de excentriciteit {\displaystyle \varepsilon } van de kegelsnede gelijk aan 0.
In dit geval wordt de kegel gesneden door een vlak loodrecht op de as van de kegel.
- Als {\displaystyle c\to a}, dan {\displaystyle b\to 0}. De toppen {\displaystyle A_{1}} en {\displaystyle A_{2}} op de grote as vallen dan samen met de brandpunten en de toppen op de kleine as vallen samen met het middelpunt van de ellips, die daarmee ontaardt in een dubbel lijnstuk tussen de toppen.
Voor ieder punt {\displaystyle P} op het lijnstuk {\displaystyle A_{1}A_{2}} is dan {\displaystyle PA_{1}+PA_{2}=2a}; en dit komt overeen met de synthetische definitie van een ellips.

### Parabool
(1) In een standaard xOy-assenstelsel heeft een parabool de vergelijking:
{\displaystyle y^{2}=2px\quad } of {\displaystyle \quad {\frac {y^{2}}{2p}}=x}
Daarbij is {\displaystyle p>0} de afstand tussen het brandpunt en de richtlijn. De raaklijn aan de parabool in de top ervan is de y-as.
- Als {\displaystyle p\to \infty }, dan gaat de tweede vergelijking over in {\displaystyle x=0}. De parabool ontaardt nu in een rechte lijn, namelijk de y-as.
- Als {\displaystyle p\to 0}, dan gaat de eerste vergelijking over in {\displaystyle y^{2}=0}. De parabool ontaardt in dit geval in twee met de positieve x-as samenvallende halve lijnen, elk met het punt O als beginpunt.

(2) De grafiek van de functie {\displaystyle f:x\to ax^{2}+bx+c} (met {\displaystyle a\neq 0}) is een dal- of bergparabool.
- Als {\displaystyle a\to 0}, dan ontaardt de parabool in een rechte lijn die de grafiek is van de functie {\displaystyle g:x\to bx+c}.

### Hyperbool
(1) Een hyperbool waarvan de hoofd- en nevenas gelijk zijn aan {\displaystyle 2a} en {\displaystyle 2b}, heeft in een standaard xOy-assenstelsel als vergelijking:
{\displaystyle {\frac {x^{2}}{a^{2}}}-{\frac {y^{2}}{b^{2}}}=1}
Daarbij is verder {\displaystyle c^{2}=a^{2}+b^{2}}, waarbij {\displaystyle c>a}. De afstand tussen de beide brandpunten van de hyperbool is dan gelijk aan {\displaystyle 2c}.
- Als {\displaystyle c\rightarrow a}, dan {\displaystyle b\rightarrow 0}, zodat de toppen van de hyperbool samenvallen met de brandpunten, terwijl de nevenas ontaardt in een punt dat samenvalt met het middelpunt van de hyperbool. De kromme zelf ontaardt in twee (dubbele) halve lijnen, waarvan de x-as de drager is, en die elk een top als beginpunt hebben.

(2) Een orthogonale hyperbool (met de x- en y-as als asymptoten) kan worden vastgelegd als de verzameling van alle punten waarvan de coördinaten voldoen aan de vergelijking {\displaystyle x\cdot y=k}, waarbij {\displaystyle k\neq 0} een reëel getal is.
- Als  nu {\displaystyle k\to 0}, dan gaat de vergelijking over in {\displaystyle x\cdot y=0}. De oplossingen hiervan zijn {\displaystyle x=0} of {\displaystyle y=0}. De meetkundige oplossingsverzameling is dan de vereniging van alle punten op de y-as en de x-as. Met andere woorden, de hyperbool ontaardt in twee elkaar loodrecht snijdende, reële rechten.